# Time Out (album)
Time Out is een studioalbum van het Dave Brubeck Quartet, dat verscheen in december 1959. De titel verwijst naar het feit dat Brubeck in dit album experimenteerde met van de in de jazz gebruikelijke vierkwartsmaat afwijkende maatsoorten ("time").
Hoewel het album een experimenteel karakter had, de platenmaatschappij maar met moeite te overtuigen was van het uitbrengen van dit album en de aanvankelijke kritieken negatief waren, werd juist dit album van het Dave Brubeck Quartet hun grootste succes. Het album bereikte de tweede plaats in de Billboard Album Top 200. Er werden van dit album, als eerste jazzalbum, meer dan een miljoen exemplaren verkocht.
De experimenten met de maatsoorten komen tot uitdrukking in vrijwel alle nummers:
- Blue Rondo à la Turk is in een 9/4-maat, opgedeeld 2+2+2+3 zoals de Turkse Zeybekdans;
- Take Five is in 5/4-maat;
- Three to Get Ready is in het begin in een 3/4-maat, later afwisselend twee maten 3/4- en twee maten 4/4-maat;
- Kathy's Waltz is afwisselend in 2/2-, 3/4- en 6/8-maat
- Everybody's Jumpin' is afwisselend in 6/4 en 4/4-maat
- Pick Up Sticks is in 6/4-maat

Het album is in 1997 heruitgebracht op cd. Het album is in 2005 opgenomen in de National Recording Registry van de Library of Congress.

## Musici
- Dave Brubeck – piano
- Paul Desmond – altsaxofoon
- Eugene Wright – contrabas
- Joe Morello – drums

## Composities
Alle composities zijn van Dave Brubeck, behalve Take Five van Paul Desmond.

### Side one
1. Blue Rondo à la Turk 6:44
2. Strange Meadow Lark 7:22
3. Take Five 5:24

### Side two
1. Three to Get Ready 5:24
2. Kathy's Waltz 4:48
3. Everybody's Jumpin' 4:23
4. Pick Up Sticks 4:16